# Nunca hables con extraños
Nunca hables con extraños es una película thriller estadounidense de 1995, dirigida por Peter Hall y protagonizada por Rebecca De Mornay y Antonio Banderas.

## Sinopsis
La racional doctora Sarah Taylor, psicóloga criminalista especializada en el estudio de peligrosos delincuentes, se ve abocada a un pasional romance cuando un atractivo desconocido, Tony Ramírez, la aborda en una tienda e insiste en seducirla. Taylor acaba cayendo en la tentación e inicia una relación de alto voltaje con Ramírez. Sarah se deja llevar por el frenesí de su nuevo idilio, que la colma de una felicidad desconocida hasta entonces. Ese bienestar es interrumpido cuando la psicóloga comienza a recibir extraños y macabros regalos y llamadas anónimas que la amenazan de muerte. Las sospechas de Sarah se dirigen a su amante, del que empieza a desconfiar. La tensión entre los dos va en aumento, al mismo tiempo que el acoso al que la doctora se ve sometida crece hasta convertirse en un verdadero peligro.

## Argumento
La doctora Sarah Taylor (Rebecca De Mornay) es una psicóloga criminal reservada y distante que entrevista a un cliente que es un violador y se declara inocente por razón de locura . Más tarde se reveló que ella fue objeto de violaciones diarias cuando era niña por su padre Henry (Len Cariou), que ahora se muestra muy enfermo. Sarah conoce a Tony Ramírez (Antonio Banderas) en un centro comercial, y ella le da su número. Ella comienza una relación con Tony, a pesar de los espeluznantes avances de su vecino, Cliff (Dennis Miller), con quien una vez tuvo una aventura de una noche. Días después de esta nueva relación, Sarah comienza a recibir amenazas de muerte y regalos extraños, como flores muertas. A medida que se vuelve más romántica con Tony, los regalos se vuelven más extremos. Su amado gato aparece desmembrado, momento en el que Sarah va a la policía y luego contrata a un detective (Phillip Jarrett) para que lo siga y entra a su departamento solo para descubrir que tiene un archivo sobre ella, incluida información sobre la muerte de su madre en un accidente con arma de fuego, veinte años antes. Tony en realidad la está investigando, tratando de averiguar el paradero de un exnovio suyo que había desaparecido repentinamente.
En última instancia, se revela que Sarah sufre un trastorno de personalidad múltiple, provocado por su abuso cuando era niña, y por su padre que la lavaba el cerebro para encubrir el asesinato de su madre. Su personalidad alternativa es responsable de todos los dones extraños y de asesinar a su exnovio. Cuando Tony va a la casa de su padre, Sarah (bajo el control de su personalidad alternativa) lo sigue, dispara y lo mata allí, y luego mata a su padre cuando intenta intervenir. Cuando Sarah vuelve a su personalidad normal, sin recordar lo que sucedió, presume que Tony estaba loco y por eso mató a su padre, y que luego mató a Tony en defensa propia. Al final, se la ve iniciando en una relación con Cliff.

## Reparto
- Rebecca De Mornay ... Dra. Sarah Taylor
- Antonio Banderas ... Tony Ramirez
- Dennis Miller ... Cliff Raddison
- Len Cariou ... Henry Taylor
- Harry Dean Stanton ... Max Cheski
- Eugene Lipinski ... Dudakoff
- Martha Burns ... Maura
- Beau Starr ... Grogan
- Phillip Jarrett ... Detective Spatz
- Tim Kelleher ...  Señor Wabash
- Emma Corosky ... Sarah de joven
- Susan Coyne ... Alison
- Joseph R. Gannascoli ... Asistente de Carnaval
- Reg Dreger ... Auxiliar de vuelo
- Frances Hyland ... Señora Slotnick

## Banda sonora
- La película presenta "Love Sick" interpretada por el saxofonista, compositor y productor de jazz estadounidense Alfonzo Blackwell.